# Dziecyn Pema (królowa Bhutanu)
Dziecyn Pema (tyb. རྗེ་བཙུན་པདྨ, wylie: rje btsun padma; ur. 4 czerwca 1990) – królowa Bhutanu, żona Jigme Khesara Namgyela Wangchucka.
Urodziła się w szpitalu w stolicy kraju, Thimphu. Jest drugim z pięciorga dzieci Dhondupa Gyaltshena i Sonam Choki. Studiowała w Regent's College w Londynie. 20 maja 2011, podczas otwarcia sesji parlamentu, Jigme Khesar Namgyel Wangchuck ogłosił, że w październiku 2011 zamierza ją poślubić. Uroczystość zaślubin odbyła się 13 października 2011 w Punakʽa.
Oprócz dzongkha, który jest jej językiem ojczystym, biegle włada także językiem angielskim oraz hindi.
5 lutego 2016 królowa urodziła syna (Jigme Namgyel Wangchuck), w Pałacu Lingkana w Thimpu, przy asyście wykwalifikowanego personelu medycznego. Król Jigme Khesar Namgyel Wangchuck był obecny podczas porodu. Po narodzinach syn Pary Królewskiej, zgodnie z tradycją, został najpierw przedstawiony swojemu dziadkowi, Królowi Jigme Singye.
Chłopiec automatycznie otrzymał tytuł Następcy Tronu Bhutanu.
19 marca 2020 parze królewskiej urodził się drugi syn. Chłopiec otrzymał imię Jigme Ugyen Wangchuck.  
9 września 2023 roku królowa urodziła córkę – Sonam Yangden. 